# Плоскув (Мазовецьке воєводство)
Плоскув (пол. Płosków) — село в Польщі, у гміні Сарнаки Лосицького повіту Мазовецького воєводства. Населення — 43 особи (2011).

## Історія
За даними етнографічної експедиції 1869—1870 років під керівництвом Павла Чубинського, у селі переважно проживали римо-католики, меншою мірою — греко-католики, які здебільшого розмовляли українською мовою.
У 1975—1998 роках село належало до Білопідляського воєводства.

## Демографія
Демографічна структура станом на 31 березня 2011 року:
|          | Загалом | Допрацездатний вік | Працездатний вік | Постпрацездатний вік |
| -------- | ------- | ------------------ | ---------------- | -------------------- |
| Чоловіки | 19      | 2                  | 12               | 5                    |
| Жінки    | 24      | 4                  | 11               | 9                    |
| Разом    | 43      | 6                  | 23               | 14                   |